# زبان لوکزامبورگی
زبان لوکزامبورگی (Luxemburgs:هلندی،Luxemburgisch:آلمانی،Luxembourgeois:فرانسوی) زبانی است که به‌طور کلی تنها در کشور لوکزامبورگ استفاده می‌شود. حدود ۳۹۰٬۰۰۰ نفر در کل جهان به این زبان صحبت می‌کنند.

## الفبا
الفبای لوکزامبورگی شامل ۲۶ حرف از الفبای لاتین به همراه سه حرف تغییر یافته (é، ä ، ë) است.

## واژگان
زبان لوکزامبورگی نوعی زبان محاوره آلمانی است که در آن واژگان فرانسوی زیادی یافت می‌شود و بیشتر در کشور لوکزامبورگ و برخی مناطق مرزی فرانسه، آلمان و بلژیک صحبت می‌شود.
این زبان به زبان منطقه آلزاس فرانسه نیز شباهت زیادی دارد.

### عبارت‌های معمول در لوکزامبورگی
- Jo. بله.
- Neen. نه.
- Vläicht. شاید.
- Moien. سلام.
- Gudde Moien. صبح بخیر.
- Gudde Mëtteg. عصر بخیر.
- Gudden Owend. غروب بخیر.
- Äddi. خداحافظ.
- Merci. مرسی.
- Firwat? چرا
- Ech weess net. نمی‌دانم.
- Ech verstinn net. نمی‌فهمم.
- ?Watgelift یا Entschëllegt ببخشید؟
- Schwätzt dir Englesch? آیا شما انگلیسی صحبت می‌کنید؟
- Wéi heeschs du? نام شما چیست؟
- Wéi geet et? چطوری؟
- Heem. خانه.
- Ech. من.
- Mäin. مال من.
- Mat. با.
- Kand. کودک.
- Gromper. سیب زمینی.